# Sommelsdijk (plaats)

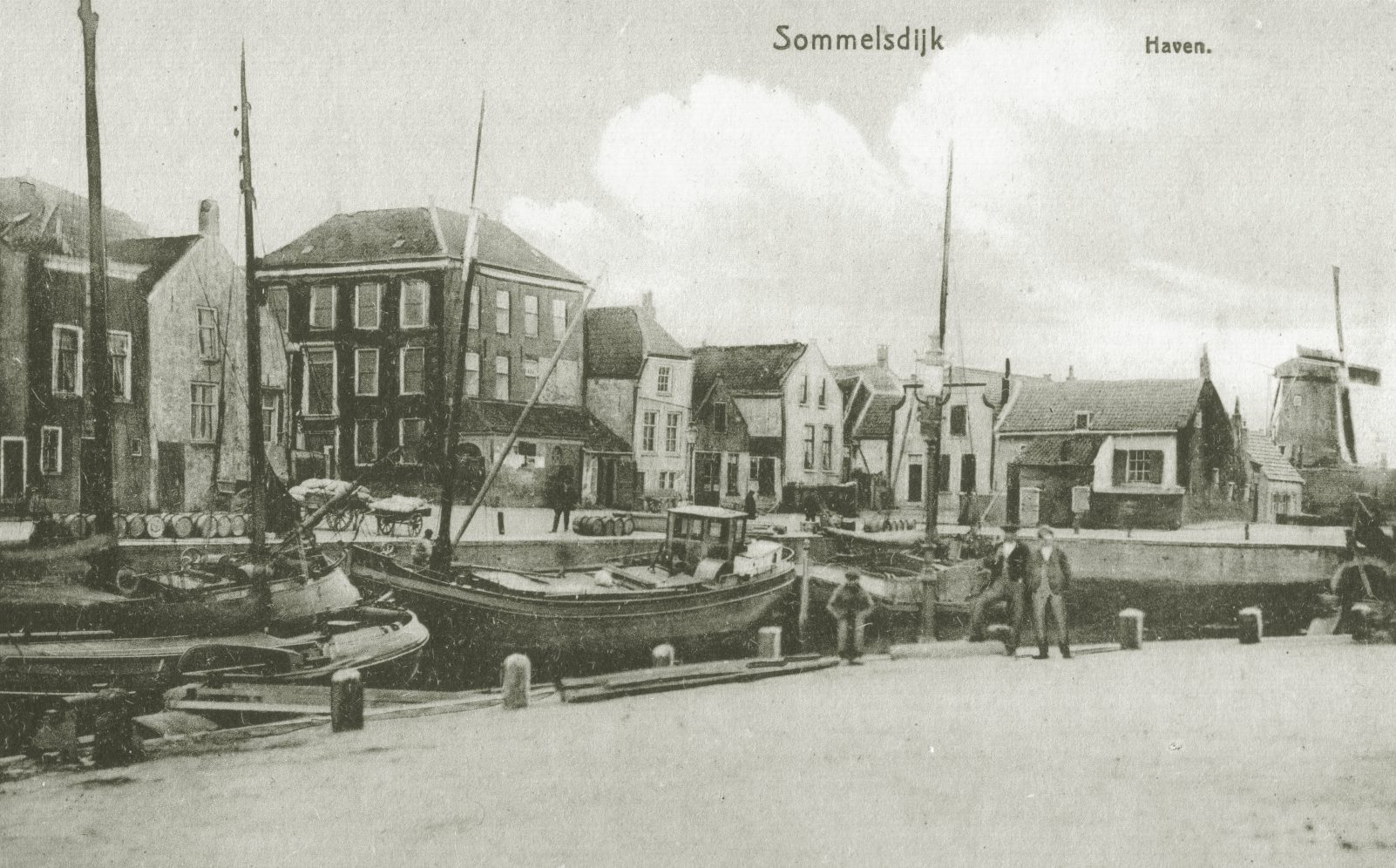
Oude ansichtkaart van Sommelsdijk met de haven en de molen.

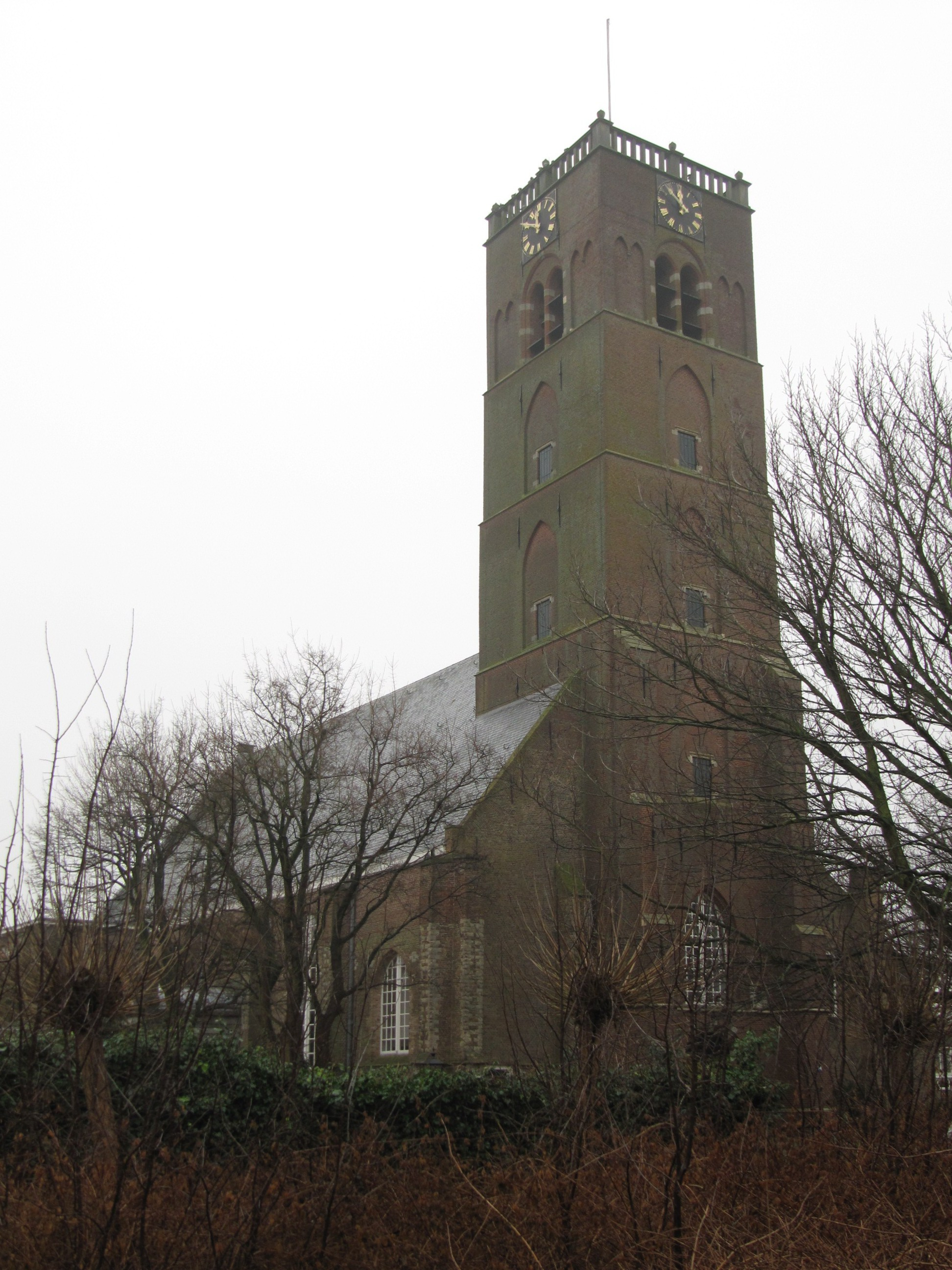
Hervormde Kerk

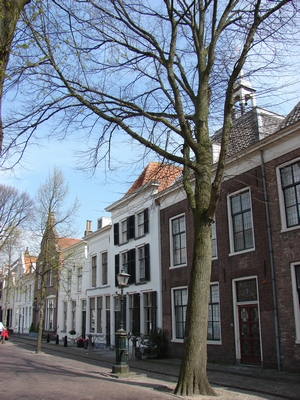
Het centrum van Sommelsdijk

Sommelsdijk is een dorp in de gemeente Goeree-Overflakkee, in de Nederlandse provincie Zuid-Holland, gelegen op het gelijknamige eiland Goeree-Overflakkee. Vroeger maakte het als enige dorp op het eiland deel uit van het gewest Zeeland. In 1805 werd Sommelsdijk Hollands (later Zuid-Hollands), en dat bleef zo bij de grondwetswijziging van 1814. Op 1 januari 2023 had Sommelsdijk 7.320 inwoners, waarmee het (na Middelharnis) op een na grootste dorp van Goeree-Overflakkee is. Het dorp is vastgegroeid aan Middelharnis. Tot 1966 vormde Sommelsdijk een aparte gemeente, nadien maakte het deel uit van gemeente Middelharnis en inmiddels van gemeente Goeree-Overflakkee.
In de Tweede Wereldoorlog werden begin maart 1941 bijna 200 jonge mannen uit Sommelsdijk een maand in Kamp Schoorl geïnterneerd wegens belediging van het Duitse leger en de Nederlandse politie.

## Etymologie
Sommelsdijk heette eerder Sonnemaresdijk. Het lag in het historische decanaat Voorne tussen Masaland en Scaldemarland. Goeree-Overflakkee vormde vroeger als Westvoorn (Goeree) en Zuidvoorn (Overflakkee) met het tegenwoordige Voorne onderdeel van het Land van Voorne. Dit hele gebied werd eerder Sunnonmeriland genoemd: land 'ten zuiden van' (sunnon) 'zee of water' (meri)'. Oorspronkelijk was het dan ook een plaatsaanduiding ten zuiden van de zeearm het Haringvliet, rondom de voormalige hoofdplaats Ouddorp. Later ging de naam vanwege het belang van die plaats over op het hele land van Voorne. De naam is wellicht (gedeeltelijk) gelijk te stellen met de al in 985 genoemde villa Sunnemeri, waarin goederen lagen die keizer Otto III (983-1002) aan de Hollandse graaf Dirk II (939-988) schonk. Vergelijk ook Zonnemaire. Sommeldijk betekent dus: dijk van Sunnonmeriland, waarmee oorspronkelijk land werd bedoeld ten zuiden van de zee.

## Bezienswaardig
De kerk met omgeving van Sommelsdijk is een beschermd dorpsgezicht samen met Middelharnis. De Hervormde Kerk aan de Ring was ooit de grootste kerk van het eiland Goeree-Overflakkee, maar na diverse branden en andere beschadigingen is er van het oorspronkelijke gebouw niet veel meer over.
Naast de kerk is in zeven onderling verbonden historische panden het Streekmuseum Goeree-Overflakkee gevestigd. De Voorstraat heeft enkele monumentale panden uit de zeventiende, achttiende en negentiende eeuw. Aan de Westdijk staat een stellingmolen genaamd De Korenbloem.
Verder telt de plaats tientallen rijksmonumenten.

## Hervormd Sommelsdijk
De geschiedenis van de hervormde gemeente begint in 1573 met de overkomst van ds. A. F. de Steur. Tijdens de ambtsperiode van ds. Wilhelmus à Brakel van der Kluit, kleinzoon van de bekende Wilhelmus à Brakel, maakte de gemeente een turbulente tijd mee. In 1739, tegen het einde van zijn ambtsperiode waarschuwde hij de gemeente vanaf de preekstoel tegen het omstreden boekje van Johannes Eswijler, Zielseenzame meditatiën. Eswijler leverde kritiek op de kerk en predikanten van zijn tijd, de late 17e eeuw. Hij keerde zich tegen een vorm van christendom die zich vooral bezighield met uiterlijke regels en wetten en pleitte voor een innig christendom, zoals dat later ook door Wilhelmus Schortinghuis werd verkondigd. Eswijlers boekje werd door velen gretig gelezen en veroorzaakte in vele gemeenten conflicten. De grote nadruk waarmee À Brakel maar bleef waarschuwen tegen de piëtistische opvattingen uit het boekje, dat nauwelijks bekend was bij zijn gemeenteleden, werkte juist averechts. Velen keerden zich van zijn prediking af. Jarenlang heeft deze kwestie de gemeente beroerd. Vooral omdat À Brakel zich ook na zijn emeritaat in 1748 meer dan eens openlijk verzette tegen de prediking van zijn opvolgers, waarin hij opnieuw piëtistische opvattingen meende aan te treffen. Ook na zijn dood in 1762 duurde het nog zeker vijftien jaar voordat de eenheid in de gemeente werd hersteld.
Afscheiding en Doleantie gingen niet zonder meer aan Sommelsdijk voorbij. Tijdens de periode van ds. M. L. Reyerkerk (1838-1874) kwam het tot een ingrijpende confrontatie tussen de liberale overmacht en een orthodoxe minderheid. De liberale prediking van ds. Reyerkerk stuitte op toenemend verzet. Men verzocht deze predikant zijn ambt neer te leggen. Uiteindelijk brokkelde de liberale hegemonie af. De daaropvolgende predikanten waren meer confessioneel getint. Vanaf 1921 werd de gemeente gediend door predikanten behorend tot de Gereformeerde Bond. In 2004 vond in de gemeente een grote scheuring plaats. Een derde van de gemeenteleden vertrok naar de Hersteld Hervormde Kerk. Inmiddels heeft er groei in de gemeente plaatsgevonden door aanwas vanuit andere kerkverbanden. De gemeenschap van Sommelsdijk staat bekend als een van de meest kerkelijke binnen Nederland. De zondagsrust wordt nog sterk in acht genomen en de kerkdiensten in de plaatselijke kerken worden druk bezocht. Sommelsdijk en Middelharnis tellen dan ook 14 verschillende kerkgenootschappen, variërend van evangelisch, remonstrants, gereformeerd tot de Jehovagetuigen. Er zijn ook twee basisscholen: De school met de Bijbel (reformatorisch/protestants- christelijk) en de (openbare) J.C. van Gentschool.

## De Westplaat
De Westplaat is de nieuwbouwwijk van Sommelsdijk en Middelharnis. Begin 2000 is men begonnen om de toenmalige landbouwgronden om te vormen naar een nieuwe woonwijk. Door deze ontwikkeling is het dorp sterk gegroeid. Er worden bijna nog jaarlijks huizen bijgebouwd.

## Dorpen in de buurt
Nieuwe-Tonge, Melissant, Middelharnis, Herkingen, Stad aan 't Haringvliet en Dirksland.

## Geboren in Sommelsdijk
- Jan Knape Mzn (1900-1979), romanschrijver en bestuurder
- J.B. Philibert (1931-2020), scriba van de Oud Gereformeerde Gemeenten in Nederland
- Theo van den Doel (1952), politicus (VVD)
- Maarten Vonder (1953), dramaturg, toneelschrijver/-vertaler
- Arie Luyendyk (1953), autocoureur
- Dustin Mijnders (1995), voetballer

## Overleden in Sommelsdijk
- Pim van der Harst (1994), politicus